# Cyanobaris
Cyanobaris är ett släkte av skalbaggar. Cyanobaris ingår i familjen vivlar.
Kladogram enligt Catalogue of Life:
| Cyanobaris | \| \| Cyanobaris elegans \| \| \| \| \| \| Cyanobaris rufiventris \| \| \| \| |
|            | \| \| Cyanobaris elegans \| \| \| \| \| \| Cyanobaris rufiventris \| \| \| \| |
|            | Cyanobaris elegans                                                            |
|            |                                                                               |
|            | Cyanobaris rufiventris                                                        |
|            |                                                                               |